# Empoli Football Club 2000-2001
Questa voce raccoglie le informazioni riguardanti l'Empoli Football Club nelle competizioni ufficiali della stagione 2000-2001.

## Stagione
Nella stagione 2000-2001 l'Empoli sempre affidato a Silvio Baldini disputa il campionato cadetto, raccoglie 64 punti ed il sesto posto di classifica. Ma è un torneo dalle due facce, quella meno bella nel girone di andata, con i biancoazzuri a metà classifica con 24 punti raccolti, e quella splendida del girone di ritorno, caratterizzato da una gran rimonta, frutto di 40 punti incamerati, che hanno portato i toscani alle spalle delle quattro promosse con 64 punti a braccio della Sampdoria, sono salite in Serie A il Torino, il Piacenza, il Chievo ed il Venezia. Protagonisti della bella stagione empolese il piemontese Massimo Maccarone autore di 18 reti, che già lo scorso anno a Prato si era messo in bella evidenza, non soffrendo il salto di categoria, e Antonio Di Natale il giovane virgulto napoletano cresciuto nell'Empoli, che arriva a 10 reti. Nella Coppa Italia l'Empoli disputa il girone 2 del turno preliminare, vinto dalla Sampdoria.

## Rosa

Il promettente Marco Marchionni s'impone titolare alla sua terza e ultima stagione empolese.

| N. |                    | Ruolo | Calciatore              |
| -- | ------------------ | ----- | ----------------------- |
| 1  | Italia (bandiera)  | P     | Gianluca Berti          |
| 2  | Italia (bandiera)  | D     | Andrea Cupi             |
| 3  | Brasile (bandiera) | D     | Emílson Sánchez Cribari |
| 4  | Italia (bandiera)  | C     | Alessandro Pane         |
| 4  | Italia (bandiera)  | C     | Davide Moro             |
| 5  | Italia (bandiera)  | D     | Daniele Baldini         |
| 6  | Italia (bandiera)  | C     | Marco Barollo           |
| 7  | Italia (bandiera)  | D     | Manuel Belleri          |
| 8  | Italia (bandiera)  | D     | Pietro Fusco            |
| 9  | Italia (bandiera)  | A     | Antonio Di Natale       |
| 10 | Italia (bandiera)  | C     | Riccardo Allegretti     |
| 11 | Italia (bandiera)  | C     | Vincenzo Iacopino       |
| 12 | Italia (bandiera)  | P     | Ivan Soldano            |
| 13 | Italia (bandiera)  | D     | Francesco D'Aniello     |
| 14 | Italia (bandiera)  | D     | Matteo Matteazzi        |
| 14 | Italia (bandiera)  | D     | Federico Vettori        |
| 15 | Italia (bandiera)  | D     | Roberto Mirri           |

| N. |                      | Ruolo | Calciatore              |
| -- | -------------------- | ----- | ----------------------- |
| 16 | Italia (bandiera)    | P     | Massimo Gazzoli         |
| 17 | Italia (bandiera)    | C     | Gianluca Porro          |
| 17 | Italia (bandiera)    | C     | Davide Matteini         |
| 18 | Italia (bandiera)    | A     | Massimiliano Cappellini |
| 19 | Croazia (bandiera)   | A     | Igor Budan              |
| 20 | Italia (bandiera)    | C     | Flavio Giampieretti     |
| 21 | Italia (bandiera)    | D     | Pierre Giorgio Regonesi |
| 22 | Italia (bandiera)    | A     | Massimo Maccarone       |
| 23 | Australia (bandiera) | C     | Mark Bresciano          |
| 24 | Italia (bandiera)    | C     | Fabrizio Ficini         |
| 25 | Italia (bandiera)    | A     | Fabio Del Prete         |
| 26 | Italia (bandiera)    | D     | Stefano Bianconi        |
| 27 | Italia (bandiera)    | C     | Francesco Lodi          |
| 30 | Italia (bandiera)    | C     | Mario Alfieri           |
| 30 | Italia (bandiera)    | P     | Cristian Bini           |
| 32 | Italia (bandiera)    | C     | Marco Marchionni        |
| 33 | Italia (bandiera)    | A     | Giacomo Banchelli       |

## Risultati

### Serie B

#### Girone di andata
| Arbitro: | Braschi (Prato) |

|  |           |                            |
|  | Marcatori | 35’ Cimarelli 71’ Bellotto |

| Arbitro: | Fausti (Milano) |

|            |           |                                                   |
| Vukoja 70’ | Marcatori | 18’ (rig.) Cappellini 44’ Maccarone 90+2’ Barollo |

| Empoli 17 settembre 2000, ore 15:00 CEST 3ª giornata | Empoli             | 0 – 0 referto | Genoa | Stadio Carlo Castellani (4.500 spett.)\| Arbitro: \| Tombolini (Ancona) \| |
| Arbitro:                                             | Tombolini (Ancona) |               |       |                                                                            |

| Arbitro: | Ayroldi (Molfetta) |

|                    |           |  |
| Borgobello 8’, 21’ | Marcatori |  |

| Arbitro: | Bertini (Arezzo) |

|             |           |  |
| Baldini 15’ | Marcatori |  |

| Arbitro: | Nucini (Bergamo) |

|  |           |          |
|  | Marcatori | 77’ Pane |

| Arbitro: | Messina (Bergamo) |

|  |           |            |
|  | Marcatori | 38’ Pisano |

| Arbitro: | Zaltron (Bassano del Grappa) |

|                                        |           |                                  |
| Barollo 20’ Maccarone 52’ Bianconi 79’ | Marcatori | 35’ (rig.), 74’ (rig.) Dell'Anno |

| Arbitro: | Dondarini (Finale Emilia) |

|                |           |  |
| Manfredini 57’ | Marcatori |  |

| Arbitro: | Trefoloni (Siena) |

|                           |           |             |
| Iacopino 8’ Bresciano 41’ | Marcatori | 56’ Murgita |

| Arbitro: | Fausti (Milano) |

|                    |           |                             |
| Mazzoleni 30’, 40’ | Marcatori | 62’ Di Natale 67’ Maccarone |

| Arbitro: | Pirrone (Messina) |

|                            |           |  |
| Maccarone 6’ Di Natale 89’ | Marcatori |  |

| Arbitro: | Braschi (Prato) |

|                                      |           |              |
| Pecorari 13’ Giampà 52’ Deflorio 78’ | Marcatori | 8’ Di Natale |

| Arbitro: | Cassarà (Palermo) |

|  |           |                              |
|  | Marcatori | 19’ Suazo 42’, 87’ Cammarata |

| Salerno 10 dicembre 2000, ore 15:00 CET 15ª giornata | Salernitana          | 0 – 0 referto | Empoli | Stadio Arechi (12.000 spett.)\| Arbitro: \| Gabriele (Frosinone) \| |
| Arbitro:                                             | Gabriele (Frosinone) |               |        |                                                                     |

| Arbitro: | Farina (Novi Ligure) |

|             |           |  |
| Schwoch 33’ | Marcatori |  |

| Arbitro: | Dondarini (Finale Emilia) |

|                                                    |           |                         |
| Bresciano 11’ Iacopino 51’ Maccarone 76’ Budan 90’ | Marcatori | 67’ Rutzittu 68’ Branca |

| Arbitro: | Serena (Bassano del Grappa) |

|           |           |  |
| Melli 62’ | Marcatori |  |

| Arbitro: | Rossi (Ciampino) |

|                                   |           |                                    |
| Maccarone 28’ (rig.) Iacopino 66’ | Marcatori | 4’ Valtolina 42’ Pavan 71’ Marasco |

#### Girone di ritorno
| Arbitro: | Bolognino (Milano) |

|            |           |                             |
| Baiano 79’ | Marcatori | 63’ Bresciano 75’ Maccarone |

| Arbitro: | Pieri (Lucca) |

|                             |           |                     |
| Maccarone 31’ Di Natale 62’ | Marcatori | 68’ (rig.) Esposito |

| Arbitro: | Pirrone (Messina) |

|                       |           |                    |
| Carparelli 78’ (rig.) | Marcatori | 15’, 74’ Di Natale |

| Empoli 19 febbraio 2001, ore 20:45 CET 23ª giornata | Empoli              | 0 – 0 referto | Ternana | Stadio Carlo Castellani (2.500 spett.)\| Arbitro: \| Castellani (Verona) \| |
| Arbitro:                                            | Castellani (Verona) |               |         |                                                                             |

| Arbitro: | Bonfrisco (Monza) |

|                                |           |  |
| Caccia 68’ (rig.) Gautieri 88’ | Marcatori |  |

| Empoli 2 marzo 2001, ore 20:45 CET 25ª giornata | Empoli                   | 0 – 0 referto | Sampdoria | Stadio Carlo Castellani (3.000 spett.)\| Arbitro: \| Morganti (Ascoli Piceno) \| |
| Arbitro:                                        | Morganti (Ascoli Piceno) |               |           |                                                                                  |

| Arbitro: | Cassarà (Palermo) |

|             |           |               |
| Guidoni 71’ | Marcatori | 11’ Banchelli |

| Arbitro: | Preschern (Mestre) |

|  |           |                             |
|  | Marcatori | 66’ Di Natale 71’ Maccarone |

| Arbitro: | Rosetti (Torino) |

|              |           |            |
| Iacopino 14’ | Marcatori | 84’ Barone |

| Arbitro: | Dondarini (Finale Emilia) |

|             |           |                      |
| Minotti 43’ | Marcatori | 15’ (rig.) Maccarone |

| Arbitro: | Morganti (Ascoli Piceno) |

|                                 |           |  |
| Marchionni 32’ Zanon 43’ (aut.) | Marcatori |  |

| Arbitro: | Nucini (Bergamo) |

|                |           |                |
| Sciaccaluga 7’ | Marcatori | 36’ Marchionni |

| Arbitro: | Fausti (Milano) |

|                                               |           |                              |
| Di Natale 4’ Maccarone 12’, 33’ Bresciano 64’ | Marcatori | 24’ Pagliarini 90+1’ Cyprien |

| Arbitro: | Rossi (Ciampino) |

|                        |           |                                     |
| Buso 13’ Cammarata 51’ | Marcatori | 22’ Marchionni 45+2’, 82’ Maccarone |

| Arbitro: | Serena (Bassano del Grappa) |

|                                    |           |               |
| Bresciano 26’ Maccarone 78’ (rig.) | Marcatori | 75’ Vignaroli |

| Arbitro: | Preschern (Mestre) |

|                               |           |               |
| Marchionni 10’ Cappellini 54’ | Marcatori | 80’ Artistico |

| Arbitro: | Pellegrino (Barcellona Pozzo di Gotto) |

|  |           |                |
|  | Marcatori | 58’ Marchionni |

| Arbitro: | Bonfrisco (Monza) |

|                                           |           |                |
| Cribari 45+2’ Maccarone 60’ Di Natale 72’ | Marcatori | 26’ Staffolani |

| Arbitro: | Bolognino (Milano) |

|                               |           |                   |
| Brivio 20’ (rig.) Bazzani 25’ | Marcatori | 12’, 32’ Iacopino |

### Coppa Italia

#### Fase a gironi
| Arbitro: | Pirrone (Messina) |

|                    |           |                                  |
| Ambrosi 55’ (rig.) | Marcatori | 23’, 61’ Bresciano 60’ Di Natale |

| Arbitro: | Trefoloni (Siena) |

|                                     |           |                           |
| Maccarone 63’ Cappellini 75’ (rig.) | Marcatori | 9’ Lemme 83’ Di Salvatore |

| Arbitro: | Rosetti (Torino) |

|                                                     |           |                                          |
| Jovičić 24’ Casale 37’ Marcolin 67’ C. Esposito 84’ | Marcatori | 4’ Marchionni 18’ Maccarone 83’ Iacopino |

## Statistiche

### Statistiche di squadra
| Competizione | Punti | In casa | In casa | In casa | In casa | In casa | In casa | In trasferta | In trasferta | In trasferta | In trasferta | In trasferta | In trasferta | Totale | Totale | Totale | Totale | Totale | Totale | DR  |
| Competizione | Punti | G       | V       | N       | P       | Gf      | Gs      | G            | V            | N            | P            | Gf           | Gs           | G      | V      | N      | P      | Gf     | Gs     | DR  |
| ------------ | ----- | ------- | ------- | ------- | ------- | ------- | ------- | ------------ | ------------ | ------------ | ------------ | ------------ | ------------ | ------ | ------ | ------ | ------ | ------ | ------ | --- |
| Serie B      | 64    | 19      | 11      | 4       | 4       | 30      | 21      | 19           | 7            | 6            | 6            | 22           | 22           | 38     | 18     | 10     | 10     | 52     | 43     | +9  |
| Coppa Italia |       | 1       | 0       | 1       | 0       | 2       | 2       | 2            | 1            | 0            | 1            | 6            | 5            | 3      | 1      | 1      | 1      | 8      | 7      | +1  |
| Totale       | -     | 20      | 11      | 5       | 4       | 32      | 23      | 21           | 8            | 6            | 7            | 28           | 27           | 41     | 19     | 11     | 11     | 60     | 50     | +10 |

### Andamento in campionato
| Giornata  | 1  | 2 | 3  | 4  | 5  | 6 | 7  | 8 | 9  | 10 | 11 | 12 | 13 | 14 | 15 | 16 | 17 | 18 | 19 | 20 | 21 | 22 | 23 | 24 | 25 | 26 | 27 | 28 | 29 | 30 | 31 | 32 | 33 | 34 | 35 | 36 | 37 | 38 |
| --------- | -- | - | -- | -- | -- | - | -- | - | -- | -- | -- | -- | -- | -- | -- | -- | -- | -- | -- | -- | -- | -- | -- | -- | -- | -- | -- | -- | -- | -- | -- | -- | -- | -- | -- | -- | -- | -- |
| Luogo     | C  | T | C  | T  | C  | T | C  | C | T  | C  | T  | C  | T  | C  | T  | T  | C  | T  | C  | T  | C  | T  | C  | T  | C  | T  | T  | C  | T  | C  | T  | C  | T  | C  | C  | T  | C  | T  |
| Risultato | P  | V | N  | P  | V  | V | P  | V | P  | V  | N  | V  | P  | P  | N  | P  | V  | P  | P  | V  | V  | V  | N  | P  | N  | N  | V  | N  | N  | V  | N  | V  | V  | V  | V  | V  | V  | N  |
| Posizione | 17 | 8 | 11 | 14 | 13 | 9 | 12 | 6 | 11 | 8  | 9  | 7  | 9  | 10 | 11 | 12 | 12 | 12 | 13 | 11 | 11 | 11 | 9  | 10 | 11 | 11 | 10 | 10 | 11 | 11 | 11 | 8  | 8  | 8  | 7  | 7  | 6  | 6  |

Legenda:

Luogo: C = Casa; T = Trasferta. Risultato: V = Vittoria; N = Pareggio; P = Sconfitta.